# Новоитикеево
Новоитикеево (баш. Яңы Этекәй) — деревня в Батыровском сельсовете Аургазинского района Республики Башкортостан России.

## Население
| 2002 | 2009 | 2010 |
| ---- | ---- | ---- |
| 419  | ↗430 | ↘425 |

Согласно переписи 2002 года, преобладающие национальности — башкиры (61 %), татары (37 %).

## Географическое положение
Расстояние до:
- районного центра (Толбазы): 5 км,
- центра сельсовета (Куезбашево): 5 км,
- ближайшей железнодорожной станции (Белое Озеро): 21 км.

## История
В башкирской деревне Итикеево, возникшей в 40-х годах XVIII в., в 1795 г. совместно проживали 167 башкир, 22 тептяря, 14 мишарей. Мишари и тептяри обосновались здесь на основе договоров с меркит-минцами в 1747 и 1779 гг.
Через 100 лет после возникновения из этой деревни выделяется часть семей и обосновывает другую деревню Итикеево. В Старо- и Новоитикеево жили и живут башкиры, мишари, тептяри, последние сегодня называют себя татарами.
Известны сын и внуки башкира-вотчинника Итикея. Юлбирде Итикеев, 1774 года рождения, служил юртовым старшиной - управлял группой деревень. Известны и его сыновья Файзулла, Ихсан, Мухаметгали, Юсуп.
Население двух этих деревень занималось земледелием, животноводством и промыслами. О том, что хлебопашество с трудом проникало в башкирское хозяйство, говорят следующие цифры. В 1842 г. на 295 башкир было засеяно 608 пудов озимого и 1082 пуда ярового хлеба.
В «Списке населенных мест по сведениям 1870 года», изданном в 1877 году, населённый пункт упомянут как деревня Новая Итикеева (Дюртияк) 1-го стана Стерлитамакского уезда Уфимской губернии. Располагалась при речке Аургазе, по правую сторону Оренбургского почтового тракта из Стерлитамака в Уфу, в 48 верстах от уездного города Стерлитамака и в 6 верстах от становой квартиры в деревне Толбазы (Адиль-Муратова). В деревне, в 80 дворах жили 570 человек (290 мужчин и 280 женщин, башкиры), были мечеть, училище. Жители занимались земледелием, скотоводством.